# Ґво ка
Ґво ка — антильський креольський термін для великого барабана. Поряд з Gwotanbou, просто Ka або Banboula (архаїчне), це відноситься як до сімейства ручних барабанів, так і до музики, що виконується з ними, яка є основною частиною народної музики Гваделупи. Крім того, цей термін іноді зустрічається стосовно маленького бубна з плоским дном (tanbou d'bas), який грають у музиці kadri, або навіть просто до барабана (tanbou) взагалі.
Музична практика ґво ка виникла в сімнадцятому столітті під час трансатлантичної работоргівлі.
Основу музики ґво ка становлять сім простих барабанних патернів, на основі яких барабанщики будують ритмічні імпровізації. Різні розміри барабанів забезпечують основу та її розквіт. Найбільша, була, грає центральний ритм, тоді як менша маке (або маркер) прикрашає її, граючи з танцюристами, глядачами чи співаками. Спів ґво ка зазвичай гортанний, носовий і грубий, хоча він також може бути яскравим і плавним і супроводжується піднесеними та складними гармоніями та мелодіями[джерело?]. Існують також танці, які розповідають народні історії та супроводжуються барабанами ґвока.
У сучасній міській Гваделупі гра на барабанах більше не пов'язана нерозривно з танцем. Але історично ці дві практики були невід'ємними частинами традиції léwôz, заходів, які проводилися кожні два тижні по суботах біля великих плантацій (день виплати зарплати) і щосуботи карнавального сезону в районах більшої земельної ділянки. Музика ґвока звучала й досі звучить протягом року під час різноманітних культурних заходів, таких як léwòz, kout'tanbou, véyé та релігійних подій, наприклад, Адвентових поминків. Сьогодні сільські жителі Гваделупи все ще збираються, щоб спробувати léwôz, але модернізована та популяризована форма gwo ka існує окремо, відома як gwo ka moderne.

## Історія
Музична практика Gwo Ka виникла в XVII столітті під час трансатлантичної работоргівлі в результаті процесу креолізації: адаптації до навколишнього контексту та асиміляції елементів європейської культури. Африканські раби Гваделупи збиралися, щоб грати на барабанах, співати і танцювати. Використання будь-якого барабана на той час було заборонено Code Noir. Як наслідок, раби використовували вокальну техніку під назвою bouladjèl, яка імітує барабани. У той час практика ґвока була безпосередньо пов'язана з сільськогосподарською роботою, особливо з вирощуванням цукрової тростини, кави та бананів.
Після 1946 року, разом із рухами проти асиміляції та антиколоніалізму, Гвока поширилася по всьому острову, що знаменує початок процесу його реабілітації. Як наслідок, у 1988 році юрист і націоналістичний активіст Фелікс Котеллон створив Festival de Gwoka Sentann у місті Сент-Анн без підтримки муніципалітету. З цієї нагоди були проведені дослідження та симпозіуми.
У 1981 році місцевий музикант Жерар Локель опублікував Traité de Gwoka modên, першу спробу формалізувати цей музичний жанр. Він стверджував, що Гвока був атональним, порушуючим західними умовностями та смаками. Підтверджуючи модальність Гвока, він розмістив цей музичний стиль у царині африканських музичних традицій. Як це не парадоксально, але під керівництвом Локеля Gwoka перетворилася з музичної композиції, що грає на відкритому повітрі, на музику для презентацій, яку грають на сцені за допомогою європейських та північноамериканських інструментів.
Музичні дослідження показують, що інструмент може знайти своє коріння в барабанах і піснях країн Західної Африки (Гвінейська затока, Конго…[джерело?]). Із різноманітної музики та танців своїх батьківщин раби розробили засіб спілкування, нову форму мистецтва, як-от креольська мова: ґво-ка[джерело?]. Музичний жанр характеризується африканською типологією[джерело?]: — повторювана форма — імпровізація — фізичні рухи, пов'язані з музикою — відповідь між солістом і хором — синкопи слабкі часи.

## Інструменти
На традиційному ґво ка ідеально грати принаймні на 2 ручних барабанах (ка на креольському): 1 була та 1 маке. Історично ка складалися з:
- бочка з переробленого в'яленого м'яса для тіла[1][5] (bari a vyann або bouko по-креольськи);
- козяча шкура (po a kabrit у créole) — чоловіча для була проти жіночої для маке[6];
- натягуючі металеві обручі (sèk, тобто «коло» креольською мовою)[6];
- дерев'яні натяжні кілки (klé в créole)[6];
- мотузка (zoban креольською)[6].

Часто розділ Ka додатково супроводжується:
- ти-бва: від 15 до 20 см дерев'яних паличок, вбитих збоку «Ка» або частини бамбукового стебла приблизно 15 см в діаметрі;
- чача: порожній і висушений калебас — або будь-який інший контейнер — наповнений зернистим матеріалом (наприклад, зерном, сіллю, піском…).

## Ритми
Впливи (спосіб життя та музичний жанр) «майстра» поєдналися з цією основою для створення семи ритмів або танців:
- Léwôz — це бойовий ритм, який використовувався, щоб надати ритму атакам на плантації, але також був танцем-заклинанням;
- Калада символізує боротьбу в коханні;
- Тумблак, як і каладжа, стосується любовної теми, танцю живота, танцю родючості;
- Паджабель — танець, що ріже тростину;
- Градж супроводжує сільськогосподарські роботи;
- Woulé — це «креольський вальс», щоб чарувати та імітувати білих;
- Менде був би останнім ритмом, який прибув на острови, з «Конго» за контрактом після скасування, і символізує колективне святкування карнавалу.

## Танець
«Ґво-ка — це танець імпровізації досконалості, танець інстинкту, моменту. (…) Ґво-ка, танець опору, стійкості та адаптації: Танець життя»

## Ґво ка сучасна
Більш модернізованою версією gwo ka є gwo ka moderne, яка додає нові інструменти, починаючи від барабанів конґа чи джембе та курантів до електричної бас-гітари. Однак у корені всі ці стилі використовують ті ж основні сім ритмів, що й народне ґво ка. Легенди про Зук Касав відіграли важливу роль у модернізації ґвока, надаючи міському стилю, який вважався відсталим і невитонченим; спочатку вони грали у форматі gro ka, використовуючи пісні з традиції карнавалу gwo ka mas a St. Jean і навіть віддаючи шану традиціоналістській легенді барабанщиків Velo на своїх попередніх альбомах.
До сучасних виконавців Gwo ka належать Pakala Percussion, Van Lévé та Poukoutan'n, а також такі музиканти, які пережили вплив поп-музики, як-от Марсель Магнат і Ті Селесте, а Жерар Юбер та інші поєднали gwo ka з зук. Однак найвідомішим сучасним виконавцем ґво-ка є Вільям Флессел, чиє повідомлення Ка в 1994 році стало міжнародним хітом.
У 2013 році Комітет культурної спадщини Міністерства культури та комунікацій вирішив подати заявку на реєстрацію ґвоки до Репрезентативного списку нематеріальної культурної спадщини людства з метою покращення ґвоки та організації мережі учасників.
У 2014 році Комітет спадщини визнав ґвоку в Репрезентативному списку нематеріальної культурної спадщини людства.